# Buikfiets

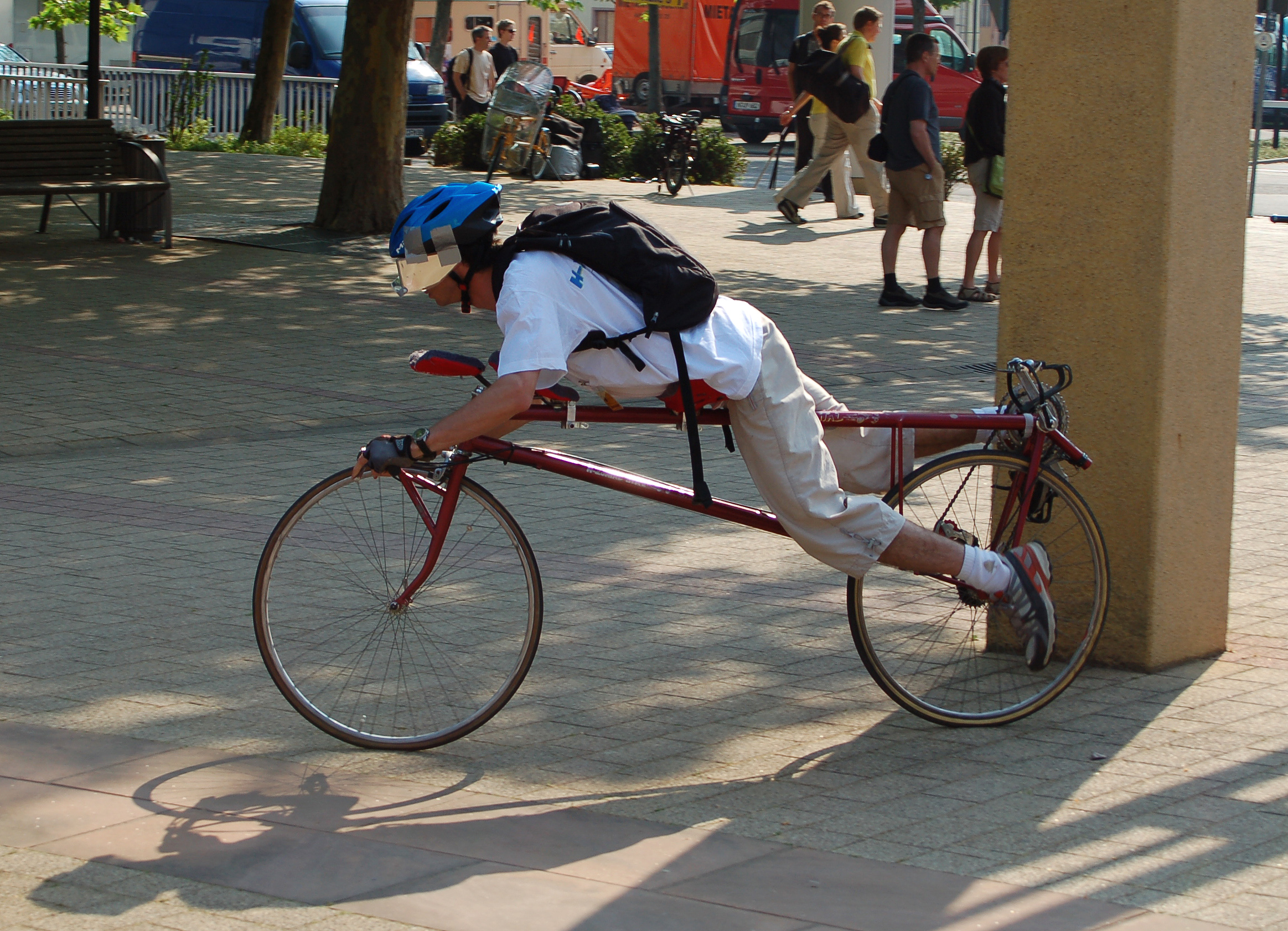
Buikfiets

Een buikfiets is een bijzondere uitvoering van de ligfiets.
De buikfiets is de snelste ongestroomlijnde ligfiets ter wereld. De reden dat de buikfiets sneller is dan een gewone ligfiets is dat de voeten achteraan ronddraaien en daardoor de lucht/stroomlijn pas verstoren aan het einde van de fiets. Ze blijken met name erg efficiënt bij berg-opwaarts rijden. Dat komt doordat de benen dan lager liggen dan het hart, waardoor de doorbloeding optimaal is. Dit in tegenstelling tot 'rugliggers' waarbij de benen omhoog liggen.

## Geschiedenis
De eerste buikfiets is rond 1897 door de Amerikaans firma Darling geproduceerd.